# هوف فان‌تونته
هوف فان‌تونته (به هلندی: Hof van Twente) یک شهرستان در هلند است که در افریسل واقع شده‌است. هوف فان‌تونته ۱۲ متر بالاتر از سطح دریا واقع شده‌است.